# Jakara Anthonyová
Jakara Anthonyová (* 8. července 1998, Cairns) je australská akrobatická lyžařka.
Na olympijských hrách v Pekingu roku 2022 vyhrála závod v jízdě na boulích. Jejím nejlepším výsledkem z mistrovství světa je druhé místo z roku 2019. Světového poháru se zúčastňuje od roku 2015, v sezóně 2019/20 byla v boulích celkově druhá. Vyhrála ve světovém poháru jeden závod, devětkrát stála na stupních vítězů (k únoru 2022).